# Ust'-Ordynskij
Ust'-Ordynskij (in russo Усть-Ордынский?, anche traslitterata come Ust-Ordynsky; in buriato Харгана, Harpana, o anche Ордын Адаг, Ordyn Adap) è un centro abitato dell'Oblast' di Irkutsk, nonché capoluogo dell'Ėchirit-Bulagatskij rajon. È stato il centro amministrativo del Circondario autonomo buriato di Ust'-Orda, nella Federazione Russa.

## Geografia fisica
Si trova a 62 chilometri da Irkutsk, sulla riva destra del fiume Kuda, affluente dell'Angara, ed è un importante mercato agricolo e del bestiame.